# Стулово (Московская область)
Стулово — деревня в Ногинском районе Московской области России, входит в состав сельского поселения Аксёно-Бутырское.

## Население
| 1852 | 1859 | 1890 | 1926 | 2002 | 2006 | 2010 |
| ---- | ---- | ---- | ---- | ---- | ---- | ---- |
| 383  | ↗408 | ↘213 | ↗801 | ↘229 | ↘200 | ↗226 |

## География
Деревня Стулово расположена на востоке Московской области, в западной части Ногинского района, примерно в 29 км к востоку от Московской кольцевой автодороги и 10 км к западу от центра города Ногинска, по левому берегу реки Клязьмы.
В 3 км к юго-западу от деревни проходит Монинское шоссе Р109, в 2 км к югу — Горьковское шоссе М7, в 11 км к северо-западу — Щёлковское шоссе А103, в 8 км к востоку — Московское малое кольцо А107. Ближайшие населённые пункты — рабочий посёлок Обухово, деревни Бездедово и Ельня.
В деревне 11 улиц — Воровского, Громово, Льва Толстого, Ногинская, Первомайская, Полевая, Пролетарская, Северо-Западная поляна, Школьная, Школьный посёлок и Ярославская; приписано 14 садоводческих товариществ (СНТ).
Связана автобусным сообщением с городом Ногинском и рабочим посёлком Монино.

## История
В середине XIX века деревня относилась ко 2-му стану Богородского уезда Московской губернии и принадлежала штабс-капитану В. И. Чашникову. В деревне было 48 дворов, крестьян 192 души мужского пола и 191 душа женского.
В «Списке населённых мест» 1862 года — владельческая деревня 2-го стана Богородского уезда Московской губернии по левую сторону Владимирского шоссе (от Богородска), в 11 верстах от уездного города и 11 верстах от становой квартиры, при реке Клязьме, с 49 дворами и 408 жителями (196 мужчин, 212 женщин).
По данным на 1890 год — деревня Шаловской волости 2-го стана Богородского уезда с 213 жителями.
В 1913 году — 138 дворов.
По материалам Всесоюзной переписи населения 1926 года — центр Стуловского сельсовета Пригородной волости Богородского уезда в 2,1 км от Владимирского шоссе и 10,7 км от станции Богородск Нижегородской железной дороги, проживал 801 житель (369 мужчин, 432 женщины), насчитывалось 173 хозяйства, из которых 148 крестьянских.
С 1929 года — населённый пункт Московской области в составе:
- Стуловского сельсовета Богородского района (1929—1930)[16],
- Стуловского сельсовета Ногинского района (1930—1939)[17],
- Ельнинского сельсовета Ногинского района (1939—1959)[18],
- Аксёно-Бутырского сельсовета Ногинского района (1959—1963, 1965—1994)[18][19],
- Аксёно-Бутырского сельсовета Орехово-Зуевского укрупнённого сельского района (1963—1965)[20],
- Аксёно-Бутырского сельского округа Ногинского района (1994—2006)[19],
- сельского поселения Аксёно-Бутырское Ногинского муниципального района (2006 — н. в.)[21][22].